# Centromerus viduus
Centromerus viduus är en spindelart som beskrevs av Fage 1931. Centromerus viduus ingår i släktet Centromerus och familjen täckvävarspindlar.
Artens utbredningsområde är Spanien. Inga underarter finns listade i Catalogue of Life.